# Farád
Farád är en ort i Ungern.   Den ligger i provinsen Győr-Moson-Sopron, i den västra delen av landet, 140 km väster om huvudstaden Budapest. Farád ligger 116 meter över havet och antalet invånare är 1 936.
Terrängen runt Farád är mycket platt. Runt Farád är det ganska tätbefolkat, med 70 invånare per kvadratkilometer. Närmaste större samhälle är Csorna, 3,8 km öster om Farád. Trakten runt Farád består till största delen av jordbruksmark.